# Ceng-ceng
Ceng-ceng, pronunciat /t͡ʃeŋ t͡ʃeŋ/, és un instrument que forma part de l'orquestra gamelan, de la família dels idiòfons percudits. Aquest instrument consisteix en un conjunt de platerets petits, fixats en un suport que sovint té forma o representa un animal, normalment una tortuga, que forma part de la mitologia que explica que porta l'illa de Bali damunt la closca. L'intèrpret agafa amb les mans dos platerets que tenen corretges de tela o bambú i els fa xocar amb els platerets fixats al suport amb un ritme ràpid que promou accents simètrics amb el "kendang" o el "reyong".